# El regreso de Perséfone
El regreso de Perséfone es un cuadro del pintor Frederic Leighton, realizado en 1891, que se encuentra en el Leeds Museums and Galleries de Leeds, Reino Unido.

## El tema
En el cuadro, Leighton refleja el momento en el que la diosa Deméter recibe a su única hija (según la Teogonía de Hesiodo), Perséfone desde el inframundo. Deméter, diosa griega de la agricultura, buscó a su hija que había sido raptada por su tío Hades, enamorado de Perséfone. Esta había comido una pepita de granada en los infiernos por lo que estaba condenada a permanecer en el territorio de Hades. Deméter suplica a Zeus que la ayude a recuperar a su hija, y, según algunas versiones, Zeus y Hades acuerdan que pase seis meses al año con su madre y los otros seis en el mundo de las tinieblas.
Los autores han sido generosos en la representación del mito de Perséfone, particularmente en el episodio de su rapto por Hades. (Rapto de Perséfone de Catherine Girardon, El rapto de Proserpina, de Bernini, etc.)

## Descripción de la obra

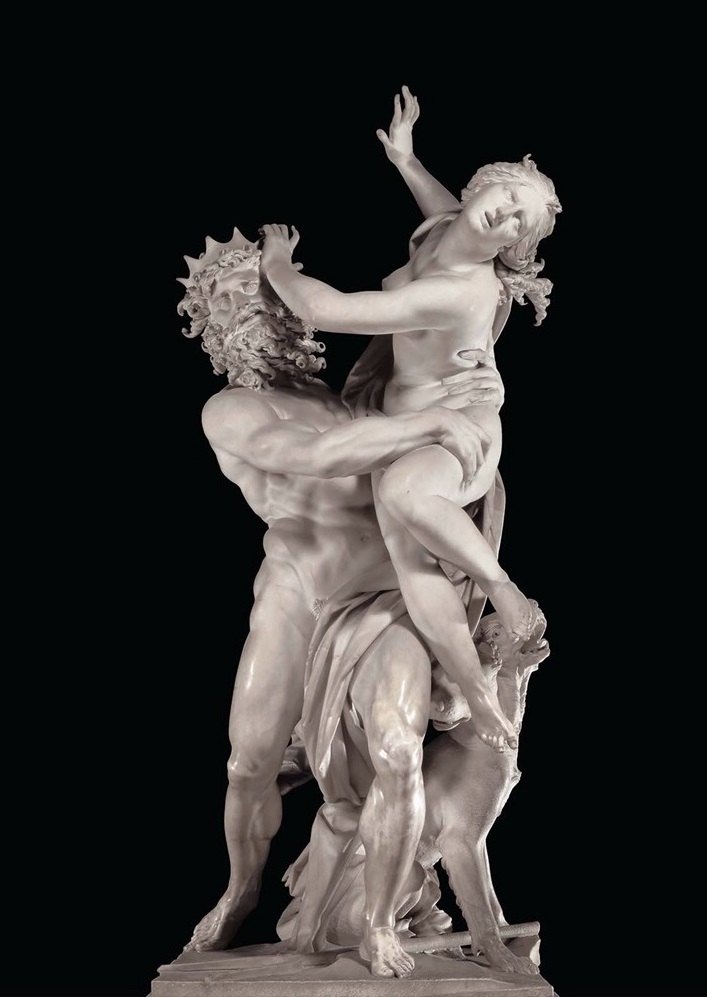
El rapto de Perséfone, 1622, Gian Lorenzo Bernini.

Esta pintura, exhibida en la Royal Academy en 1891, representa a Deméter en la superficie terrestre, con los brazos abiertos, exultante al recibir a su hija, que asciende del inframundo acompañada de Hermes, el mensajero de los dioses, reconocible por el caduceo en sus manos.